# Styelopsis tricostata
Styelopsis tricostata är en sjöpungsart som först beskrevs av C.S. Millar 1960.  Styelopsis tricostata ingår i släktet Styelopsis och familjen Styelidae.
Artens utbredningsområde är Södra Ishavet. Inga underarter finns listade i Catalogue of Life.